# Le Crâne maléfique
Pour plus de détails, voir Fiche technique et Distribution.
Le Crâne maléfique également connu sous le titre Les Forfaits du marquis de Sade (titre original : The Skull) est un film britannique réalisé par Freddie Francis et sorti en 1965.

## Synopsis
Un expert en occultisme fait l'acquisition du crâne du Marquis de Sade. Ce crâne posséderait de mystérieux pouvoirs...

## Fiche technique
- Titre original : The Skull
- Réalisation : Freddie Francis
- Scénario : Milton Subotsky d'après The Skull of the Marquis de Sade de Robert Bloch
- Directeur de la photographie : John Wilcox
- Montage : Oswald Hafenrichter
- Montage son : Tom Priestley
- Musique : Elisabeth Lutyens
- Production : Max J. Rosenberg et Milton Subotsky
- Genre : Film fantastique
- Pays :  Royaume-Uni
- Durée : 90 minutes
- Date de sortie :
  -  Royaume-Uni : 9 juin 1965
  -  États-Unis : 25 août 1965

## Distribution
- Peter Cushing (VF : Jean-Louis Jemma) : Dr Christopher Maitland
- Patrick Wymark (VF : Maurice Chevit) : Anthony Marko
- Jill Bennett (VF : Michèle Bardollet) : Jane Maitland
- Nigel Green (VF : Georges Aminel) : Inspecteur Wilson
- Christopher Lee (VF : Marc Cassot) : Sir Matthew Phillips
- Patrick Magee (VF : Raymond Rognoni) : le chirurgien de la Police
- Peter Woodthorpe (VF : Claude Mercutio) : Bert Travers
- Michael Gough (VF : Michel Etcheverry) : l'actionnaire
- George Coulouris (VF : Paul Villé) : Dr Londe
- April Olrich (VF : Martine Sarcey) : la fille française
- Maurice Good (VF : William Sabatier) : Pierre, le phrénologiste
- Anna Palk (VF : Evelyn Séléna) : la servante
- Frank Forsyth : le juge
- Paul Stockman : le premier garde
- Geoffrey Cheshire : le second garde
- George Hildson (VF : Jean Violette) : le policeman
- Jack Silk : le conducteur